# 正規族
数学、特に複素解析への応用での正規族（せいきぞく、英: normal family）とは、連続写像の集合にコンパクト開位相を入れたときの相対コンパクト部分集合のことである。平たく言えば、これは写像族が広く散在せず、ある程度寄り集まっていることを意味する。関数空間のコンパクト集合を考えることは一般に興味深い。というのも本来的にこうした空間は普通、無限次元になるからである。
より正式には、ある完備距離空間Xで定義され、別の完備距離空間Yに値をとるような連続写像の族（同義だが集合）Fが正規族であるとは、Fの元からなる任意の列が、あるXからYへの連続写像へコンパクト一様収束するような部分列を持つことを言う。つまり、任意の写像列に対し部分写像列 {\displaystyle f_{n}(x)} とXからYへの連続写像 {\displaystyle f(x)} が存在して、Xの任意のコンパクト部分集合Kに対して
{\displaystyle \lim _{n\rightarrow \infty }\sup _{x\in K}d_{Y}(f_{n}(x),f(x))=0}
となることを言う。ここで {\displaystyle d_{Y}(y_{1},y_{2})} は距離空間Yの距離関数。

## 複素解析
この定義は複素解析においてしばしば正則関数族に対して用いられる。この場合、集合XとYは複素平面の部分集合で、{\displaystyle d_{Y}(y_{1},y_{2})=|y_{1}-y_{2}|}。コーシーの積分定理より、正則関数列がコンパクト一様収束するときの極限関数もまた正則関数になる。よってXが複素平面の部分集合でY = Cとした場合、正則関数からなる正規族Fとは、任意の関数列に対して部分関数列とある正則関数が存在して、Xの任意のコンパクト部分集合上一様に収束するようにできるような関数族のことである。 
モンテルの定理により、局所有界な正則関数族は正規族になることがわかる。
正規族がよく用いられる別の関数空間に、有理型関数からなる空間がある。正則関数の場合と類似しているが、標準的な計量の代わりにリーマン球面における計量を用いるものとする。つまり d をリーマン球面上の距離とするとき、収束 {\displaystyle f_{n}(z)\to f(z)} を {\displaystyle d\left(f_{n}(z),f(z)\right)} が 0 に行くことと定める。

## 名称
ポール・モンテルは1912年にこの術語を造語した。
この定義は古典的なもので、度々用いられてはいるものの、現代的な命名法とはそれほど整合的ではないことに注意。現代的な言い回しでは、連続関数（正則関数）の「正規族」という代わりに、当該空間にコンパクト部分集合上の収束に対応した距離を入れたときの「プレコンパクトな（関数）部分集合」というであろう。ただしこのようなより一般的な定義は、距離の定義が必要な分、取り扱いにくくはなっている。

## 基準（十分条件）
- モンテルの第1基準
- モンテルの第2基準
- フレデリック・マーティ（ドイツ語版）による第3基準[2]。マーティは、1変数の有理型関数族に対する基準を証明した[3][4]。